# Drúedain
Les Drúedain (singulier Drúadan), ou Hommes des Bois (woodwoses en Anglais), sont, dans le légendaire de l'écrivain britannique J. R. R. Tolkien, un peuple d'Hommes compté parmi les Edain.
Ils sont présents en Beleriand aux côtés du peuple de Haleth en forêt de Brethil au Premier Âge, à Númenor et en Terre du Milieu au Second Âge. À la fin du Troisième Âge, ils ne constituent plus qu'un peuple primitif, peu nombreux, vivant dans la forêt de Drúadan, en Anórien, et sur le cap d'Andrast, au sud-ouest du Gondor.
De petite taille, peu avenants et farouches, ils vivent séparément des autres races des Hommes ainsi que des autres peuples de la Terre du Milieu. Ils sont toutefois des ennemis implacables des Orques, et, à ce titre, fournissent une aide décisive aux Rohirrim durant la guerre de l'Anneau.

## Histoire interne

### Description physique
Les Drúedain sont une race physiquement distincte des autres Humains. Petits et trapus, certains ne dépassant pas quatre pieds de haut (soit 1,20 m), ils ont la poitrine large, les fesses épaisses, les membres courts, épais et noueux. Selon les canons des Elfes et des autres Hommes, leur visage est disgracieux, large, plat, dénué d'expression, avec des yeux noirs profondément enfoncés qui rougeoient lorsqu'ils sont en colère. Leur chevelure est éparse, et ils sont dépourvus de pilosité au-dessous du niveau des sourcils, à l'exception de quelques individus présentant une courte mèche noire sur le menton.
Aux oreilles des autres races, leur voix est basse et gutturale. Par contraste, leur rire est riche et profond, suscitant le rire en retour. Ils rient volontiers, en travaillant ou en jouant, là où les Elfes et les autres Hommes chanteraient plutôt. Ils possèdent une vue perçante, et un sens de l'odorat très développé.
Appréciés des Elfes malgré leur apparence, les Drúedain ont toujours été un peuple peu nombreux, de faible longévité, et souvent victimes des Orques qui leur opposent une haine viscérale et mutuelle.

### Habitat et capacités
Au Premier Âge, les Drúedain vivaient en petites communautés isolées dans les territoires contrôlés par le peuple de Haleth, et en bonne intelligence avec ce dernier. Ils habitaient des abris sommaires construits autour du tronc de grands arbres ou dans des tentes, utilisant les grottes comme entrepôts ou comme dernier refuge en cas de grand froid. Les Drúedain étaient particulièrement réputés pour leur talent de chasseurs et de pisteurs. Outre leurs capacités naturelles, un odorat exceptionnel et une vue perçante, ils possédaient une connaissance étendue des plantes, comparable à celle des Elfes. C'est de cette connaissance qu'ils tiraient le poison pour leurs flèches, redoutées par leurs ennemis, à commencer par les Orques.
L'habillement des Drúedain est sommaire. Dans Le Seigneur des anneaux, leur chef ne porte qu'une courte ceinture d'herbes. Dans le conte La Pierre fidèle, tiré des Contes et légendes inachevés, le Drúadan se pare de jambières de cuir, que son peuple utilise dans les contrées difficiles afin de se protéger des pierres et des épines.
En fait de techniques, les Drúedain n'apprirent jamais l'écriture des Elfes, contrairement aux autres Edain, se contentant de simples signes de piste. De même, ils continuèrent à utiliser des outils de pierre et de silex longtemps après que les échanges avec les peuples environnant avaient rendu les outils métalliques accessibles. Leur connaissance des plantes les ayant dotés de pigments, ils révélèrent un talent rare à la sculpture et à l'ornementation. Leurs créations les plus importantes étaient des figures particulièrement réalistes, représentant soit leurs ennemis fuyant, soit eux-mêmes. Ces figures étaient nommées « pierres de garde », et étaient redoutées des ennemis des Drúedain, qui les croyaient capables de communiquer avec leurs auteurs. Ce sont de telles sculptures que Pippin vit, jalonnant la route montant à Dunharrow. Des contes, comme celui de La Pierre fidèle, circulaient parmi les Edain, attestant de liens étroits entre une pierre de garde et son sculpteur, la force de celui-ci pouvant animer la statue en cas d'extrême nécessité.
Un autre trait remarquable des Drúedain était leur capacité à rester assis immobiles des jours durant, méditant ou au contraire menant une garde attentive, dont la seule intensité suffisait à éloigner les intrus. Leur immobilité était telle qu'il était facile de les confondre avec des pierres de garde, beaucoup étant sculptées précisément à cet usage, comme substitut d'un gardien Drúadan en chair et en os.

### Histoire et migrations

#### Premier Âge
Les historiens du Gondor pensent que les Drúedain furent les premiers Hommes à passer l'Anduin, le grand fleuve qui traverse le Gondor, cherchant un refuge contre les persécutions dont ils faisaient l'objet, dans les régions au sud du Mordor.
Une branche, probablement la plus nombreuse, s'installa dans les collines aux pieds des Montagnes Blanches, de part et d'autre de la chaîne. Une autre branche, qui s'était mêlée au peuple de Haleth, traversa avec lui les Montagnes Bleues, et entra en Ossiriand avant de s'installer dans la forêt de Brethil. Du fait du passage de Húrin parmi le peuple de Haleth, quelques Drúedain vivaient également parmi les gens de la Maison de Hador.
Indifférents aux guerres du Beleriand et hostiles aux Orques, les Drúedain du sud n'apparaissent plus dans l'histoire du Premier Âge. Ils devaient, pour leur propre compte, faire face à l'oppression exercée par de nouveaux peuples d'Hommes venus de l'est et soumis à Morgoth. L'autre branche de ce peuple partagea le destin du peuple de Haleth, progressivement détruit par la guerre. À la fin du Premier Âge, il ne restait que quelques familles, qui se réfugièrent à l'embouchure du Sirion, après le sac de Doriath.

#### Second Âge
Du fait de leur participation à la guerre, les Drúedain survivants furent autorisés à embarquer pour Númenor, une île située entre la Terre du Milieu et les Terres Immortelles. Cependant, beaucoup préférèrent rester dans leurs territoires autour des Montagnes Blanches et sur Andrast, nommé de ce fait Drúwaith Iaur, « (ancien) pays des Drúedain ». Redoutés pour leurs flèches empoisonnées, ces territoires furent évités par les Hommes originaires de l'Enedwaith fuyant les Númenóréens. C'est probablement à cette époque qu'ils édifièrent Dunharrow comme refuge contre les Hommes venus de l'est, inféodés à Sauron. Au cours des années, les incursions de plus en plus fréquentes des Númenóréens sur les territoires côtiers les repoussèrent aux extrémités est et ouest des Montagnes Blanches.
Ceux qui s'embarquèrent pour Númenor y prospérèrent pour un temps, mais ne prirent pas part aux guerres menées par l'île, car ils craignaient la mer. Les annales de Númenor font état d'un conte, La Femme du marin, les mentionnant. Inquiets des voyages d'Aldarion, ils lui demandèrent sans succès d'y renoncer. Doués d'une capacité particulière de clairvoyance, ils ne sentaient plus, disaient-ils, le sol de Númenor solide sous leurs pieds, et s'embarquèrent par deux ou trois pour la Terre du Milieu. Il n'en restait plus aucun sur l'île au moment de la « Submersion ».

#### Troisième Âge
À la fin du Troisième Âge, il ne subsiste plus que deux petites communautés de Drúedain, l'une en Drúwaith Iaur et l'autre dans la Forêt de Drúadan. Le destin de la première est inconnu, ces terres n'étant que très peu peuplées. La seconde fut ignorée au début du Troisième Âge, malgré l'usage de la Vallée Fardière, au sud de la forêt, par les Gondoriens pour le transport des pierres des Montagnes Blanches.
C'est cette dernière communauté, menée par Ghân-buri-Ghân, qui apparaît au cours de la Guerre de l'Anneau. Sauron avait envoyé une importante troupe d'Orques en direction de la Forêt de Drúadan afin de ralentir ou d'arrêter les Rohirrim avant même que ceux-ci puissent atteindre Minas Tirith assiégée. Les Drúedain tinrent le bataillon à l'écart de la forêt, les Orques redoutant leurs flèches empoisonnés, et guidèrent les Rohirrim par des chemins oubliés, empruntant des routes construites au temps de la plus grande puissance du Gondor et oubliées depuis. 
Merry remarqua la ressemblance entre les statues de Dunharrow et les Drúedain, ressemblance qui paraît avoir échappé aux Rohirrim, qui n'établissaient pas de relation entre les « Hommes Sauvages » et les bâtisseurs du refuge dans la montagne.
En contrepartie de leur aide, Théoden s'engagea à faire cesser les persécutions dont les Drúedain étaient victimes. Aragorn Elessar leur fit également don à perpétuité de la Forêt de Drúadan, et interdit à tout homme d'y pénétrer sans leur autorisation.

### Langue
De la langue des Drúedain, appelée « wosien » ou « drughien » par Édouard Kloczko, seuls quelques mots sont connus : Drughu, le nom que se donnaient les Drúedain au Premier Âge, gorgûn, leur nom pour les Orques, ainsi que les noms de personnes Aghan (qui signifie peut-être « guérisseur »), Ghân-buri-Ghân (qui signifie « Ghân fils de Ghân ») et Sadog.

### Dénominations
Les Drúedain se désignaient eux-mêmes par les termes Drûg (singulier Drû) ou Drughu (où le gh est une spirante), termes repris par le peuple de Haleth pour les désigner. Les Elfes construisirent sur cette base les termes sindarins Drúin et Drúath (singulier Drú). Constatant leur opposition à Morgoth et leur haine des Orques, les Elfes adjoignirent à ce nom le suffixe honorifique -edain (singulier -adan), les désignant à la fois comme Humains et comme amis des Elfes sans les confondre avec les Trois Maisons des Edain, donnant Drúedain (singulier Drúadan). En quenya, le terme devint Rúatani (singulier Rúatani) par transformation de Drû en Rú. 
Pour les langues des Hommes de la Terre du Milieu, Elfhelm de Rohan utilise le terme Woses (de l'anglo-saxon wása, dans wudu-wása, « Homme sauvage des bois »), « traduction » du rohirique rógin (singulier róg). Le terme Púkel-men, de l'anglo-saxon púcel, « gobelin, démon » désigne seulement les statues réalisées par les Drúedain, et exprime la crainte qu'elles inspirent aux Rohirrim, sans doute à l'origine de leur méfiance à l'égard de leurs auteurs.

## Histoire externe

### Mentions
Les Drúedain apparaissent pour la première fois sous la plume de Tolkien dans Le Seigneur des anneaux, sous la forme des Statues des Púkel-men sur le chemin de Dunharrow (Livre V, chapitre 3). La description des statues semble avoir été écrite d'un trait par Tolkien, sans brouillon préliminaire, et ne connut presque aucune modification jusqu'à la version publiée, hormis la correction du nom original, Hoker-men (du vieil anglais hocor « moquerie, dérision, mépris »), en Pookel-men, puis Púkel-men.
Les Drúedain jouent ensuite un rôle important, permettant aux Rohirrim de contourner les troupes de Sauron contrôlant la route menant à Minas Tirith (Livre V, chapitre 5). Ils apparaissent dès la première ébauche du chapitre, sous la forme des « hommes sombres de l'Eilenach » (dark men of Eilenach), qui jouent un rôle beaucoup plus actif que les futurs Drûgs : ils attaquent le camp des Orques en Anórien et, avec l'aide des Ents de Sylvebarbe, le détruisent. Ils acquièrent rapidement leur rôle de simple guides, le texte du chapitre final étant atteint sans guère d'hésitations de la part de Tolkien.
Le seul des Drúedain à être nommé est leur chef, Ghân-buri-Ghân, dont le nom (apparemment créé sans hésitation par Tolkien) signifie « Ghân fils de Ghân ». Dans les brouillons du chapitre « L'Intendant et le Roi », Tolkien envisagea que Ghân-buri-Ghân vienne en personne avec deux compagnons rendre hommage à Elessar à Minas Tirith, « vêtus d'habits de feuilles vertes pour honorer le roi ». Tolkien abandonna cette idée et plaça l'hommage de Ghân-buri-Ghân à l'orée du Bois Gris, sous Amon Dîn, dans le chapitre « Nombreuses séparations ». Ce n'est qu'ensuite qu'il décida de laisser les Drúedain invisibles, et de ne faire qu'entendre leurs tambours.
Tolkien les appelle systématiquement « Woses » ou « Hommes sauvages » dans Le Seigneur des anneaux : le nom de « Drúedain » n'y apparaît pas.
Outre les passages du Seigneur des anneaux, l'essentiel des matériaux concernant les Drúedain est l'essai repris dans la quatrième partie des Contes et légendes inachevés, intitulé « Les Drúedain ». Il s'agit en fait d'un extrait d'un texte beaucoup plus long, d'origine philologique, traitant entre autres choses des relations entre Nains et Hommes au fil des Âges, et publié dans son intégralité dans The Peoples of Middle-earth sous le titre Of Dwarves and Men. Dans la notice accompagnant cet essai, Christopher Tolkien remarque que son père s'est particulièrement attaché à souligner les différences existant entre les Drúedain et les Hobbits. Les premiers sont plus grands que les seconds, plus lourdement bâtis, et au physique peu avenant. Contrairement aux Hobbits, ils sont un peuple frugal, mangeant peu et ne buvant que de l'eau, de caractère sombre et renfermé. Tolkien va ainsi jusqu'à supprimer un passage entier de la description des Drúedain portant sur leur goût des champignons, afin d'éviter toute comparaison avec l'épisode du Seigneur des anneaux portant sur les champignons du père Maggotte.
Tolkien explique avoir voulu introduire les Drúedain dans les légendes du Premier Âge afin de fournir « un autre lien à rebours entre Le Seigneur des anneaux et Le Silmarillion », ainsi que « des personnages quelque peu semblables aux Hobbits ». Il avait conscience du fait que l'attrait du Seigneur des anneaux était en partie dû à la présence des hobbits, qui servent de médiateurs « entre les temps modernes et le monde archaïque de nains et de dragons », et que l'absence de tels médiateurs dans Le Silmarillion pourrait lui être préjudiciable aux yeux des lecteurs.
Dans la note 5 de l'essai « Les Drúedain », Tolkien évoque la thèse selon laquelle Morgoth aurait créé les Orques à partir des Drúedain. Dans cette note, il dit que les Eldar rejetaient cette hypothèse : d'après eux, si les Orques avaient été créés à partir de plusieurs races d'hommes, le rire des Drúedain démontrait qu'ils n'avaient pas été corrompus par l'Ombre. D'autres, ajoute Tolkien, retenaient toutefois cette hypothèse en notant la haine farouche existant entre Orques et Drúedain, qui se considéraient mutuellement comme des renégats. À la suite de cette note, Christopher Tolkien remarque que dans Le Silmarillion, les Orques sont présentés comme la descendance d'Elfes horriblement torturés par Morgoth (ce qui est cohérent avec leur apparition dès la première des Batailles du Beleriand, avant l'éveil des Hommes). Il remarque toutefois que son père avait formulé plusieurs hypothèses sur l'origine des Orques, n'ayant jamais clairement tranché entre elles.

### Critique et analyse
Les termes utilisés pour désigner ces hommes renvoient à la figure de l'homme sauvage, le terme et la figure apparaissant dans Sire Gauvain et le Chevalier vert. Tolkien se démarque toutefois de l'aspect le plus commun de l'homme sauvage (très grand et couvert de poils) en faisant les Drúedain petits et largement dépourvus de pilosité.[réf. nécessaire]